# Louise Pound
Louise Pound (30 de junio de 1872 - 28 de junio de 1958) fue una folclorista, lingüista y profesora universitaria estadounidense en la Universidad de Nebraska. Pound fue la primera mujer elegida presidenta de la Asociación de Idiomas Modernos en 1955, y, ese mismo año, la primera mujer en convertirse en miembro del Salón de la Fama del Deporte de Nebraska.

## Biografía
Pound nació en Lincoln, Nebraska, hija de Stephen Bosworth Pound y Laura Pound. Fue su madre la que instruyó a Pound en varias disciplinas, junto a su hermano mayor, el profesor de derecho Roscoe Pound, y su hermana menor, Olivia Pound. Entre tales disciplinas cabe mencionar las ciencias naturales, las lenguas clásicas y modernas y la literatura.
Pound estudió en una escuela preparatoria, la Escuela Latina, en la Escuela de Bellas Artes, haciendo la transición en 1888 a la Universidad de Nebraska (BB 1892 y MA, 1895). Pound fue una estudiante activa durante toda la universidad. Junto con sus hermanos y su compañera Willa Cather, fue miembro de la Sociedad Literaria de la Unión Universitaria de la Universidad de Nebraska. Pound, oradora en los ejercicios diarios de clase de último año, hizo un discurso titulado "La apoteosis de lo común", disertación en la que planteaba la amenaza de la prosa sobre la poesía, o del tipo común, de la media sobre el individuo. Mientras estudiaba una maestría en la Universidad de Nebraska, Pound comenzó a enseñar al menos un curso de lengua anglosajona en el Departamento de Inglés. En noviembre de 1892, Pound, Olivia y Cather protagonizaron dos obras como parte del club de teatro universitario del sindicato: una, una farsa titulada The Fatal Pin; la otra, Shakespeare Up to Date, un esfuerzo creativo que desarrolla una trama de venganza de Julieta (Pound), Ofelia (Olivia) y Macbeth (Cather). Se especula que Louise Pound escribió una producción posterior, A Perjured Padulion, como se describe en Nebraskan y Hesperian. En enero de 1895, justo antes de terminar su maestría, Pound publicó una historia corta en el Nebraska State Journal, titulada "By Homeopathic Treatment", en la que describía un intento de intervención sobre una joven socialmente consciente, Matilda, por parte de sus amigos, que intentan presentar Matilda a Clementine, que a su vez cree que el propósito de la mujer es la mejora desinteresada de los males de la sociedad. "By Homeopathic Treatment" fue seguido por otras obras como "Miss Adelaide and Miss Amy" y "The Passenger from Metropolis", ninguna de las cuales fue publicada.
Pound continuó sus estudios en la Universidad de Chicago y en la Universidad de Heidelberg, obteniendo su doctorado en estudios filológicos en 1900. Para entonces, había escrito "The Romaunt of the Rose : Additional Evidence that it is Chaucer's" (1896), un ensayo sobre el papel de Chaucer en la traducción al inglés de Le roman de la rose; había expuesto su artículo "English Pronunciation in Shakespeare's Time" en una reunión de estudiantes graduados, y presentó su artículo "La relación del fragmento de Finnsburg con el episodio de Finn en Beowulf" en la cuarta sesión de la División Central de la Asociación de Idiomas Modernos. Durante sus estudios filológicos en la Universidad de Chicago, también publicó "A List of Strong Verbs and Preterite Present Verbs in Anglo-Saxon" a través de University of Chicago Press, un folleto educativo destinado a ser utilizado en sus cursos en la Universidad de Nebraska. Pound completó su doctorado en Heidelberg en un año y se graduó magna cum laude. Su tesis, La comparación de adjetivos en inglés en los siglos XV y XVI, fue dirigida por el profesor de Heidelberg, Johannes Hoops.
Poco después de obtener su doctorado, la Dra. Pound se convirtió en profesora adjunta de inglés en la Universidad de Nebraska, donde permanecería durante la mayor parte de su carrera, convirtiéndose en profesora titular en 1912, siendo director del departamento Dr. Lucius Sherman, que había sido su profesor y supervisor de su Maestría. Aquí su trabajo se centraría en el folclore estadounidense y los estudios dialectales.

### Relaciones personales
Louise Pound mantuvo una relación íntima con Ani Königsberger, hija del matemático e historiador de la ciencia Leo Königsberger, durante la que intercambiaron cartas de forma habitual durante más de medio siglo; Krohn señala que "dado que las cartas que Louise le escribió a Ani no están disponibles, la esencia de su amistad sigue siendo un misterio", pero observa que su correspondencia era característica de las relaciones íntimas entre mujeres de la época, que eran "de gran fuerza emocional y complejidad... intimidad, amor y pasión erótica", si bien la naturaleza exacta de su amistad, "ardiente por parte de Ani, casi un enamoramiento", hizo que "esa pasión no siempre se cumpliera". Sin embargo, Ani fue la "compañera más cercana" y la "amiga más íntima y duradera" de Pound. Comenzaron su relación como compañeras de clase a las que les encantaba el juego de tenis, lo que llevó a su intenso y emocional compañerismo. Tanto Pound como Königsberger compartían intereses similares, como el atletismo y el aire libre. Las dos pasarían tiempo juntas; Königsberger llevaba a Pound de caminatas y escaladas mientras Pound le enseñaba a Königsberger "el juego de la red" en el tenis.  Pound, centrándose en su vida profesional en la enseñanza y la erudición, no continuó su relación íntima con Königsberger, que más tarde se casaría con un médico, Max Phister, que ejerció en Hong Kong antes de la Segunda Guerra Mundial y luego en Beidaihe en la costa del norte de China. Ambos de nacionalidad alemana, la pareja era claramente antinazi. Pound mantuvo correspondencia habitual con Ani Königsberger, su "amiga más íntima y duradera", durante cincuenta y ocho años.
Las residencias estudiantiles de Pound y Cather en la Universidad de Nebraska (Lincoln) recibieron el nombre de Louise Pound y Willa Cather, con quien Pound mantuvo una estrecha amistad. Algunos estudiosos sostienen que la amistad de Louise Pound y Willa Cather fue de hecho una relación lésbica. Los biógrafos de Willa Cather Phyllis C. Robinson y Sharon O'Brien argumentan que Pound era el objeto de deseo de Cather, O'Brien cita en su Willa Cather: The Emerging Voice (1987) las cartas de Cather de 1892 y 1893 a Pound. La carta de 1892 expresa el impacto que tuvo Cather sobre Pound, los sentimientos de extrañeza de Cather a su alrededor, una ansiedad por la "formalidad habitual de despedida" y un notable desacuerdo con la falta de naturalidad percibida en las "amistades femeninas". James Woodress, autor de Willa Cather: A Literary Life (1987), argumenta que no existe evidencia de que Pound respondiera al afecto de Cather. En sentido parecido, Marie Krohn, en Louise Pound: The 19th Century Iconoclast who Forever Changed America's views about Women, Academics and Sports (2008), señala que "los biógrafos de Cather siempre mencionan la relación Cather/Pound como un capítulo importante de la vida de Cather. Es cuestionable si la amistad ocupó o no un lugar igualmente notable en la vida de Louise Pound", y observa que "como mujer que disfrutaba de libertad de movimiento e independencia de pensamiento, Louise se habría sentido emocionalmente asfixiada por los intentos de seducción de Cather", lo cual fue un factor en poner fin a su amistad en 1894.
Pound también mantuvo una clara rivalidad con Mabel Lee, miembro de la facultad del departamento de educación física de la Universidad de Nebraska. Pound y Lee inicialmente tuvieron una relación cordial, pero los diferentes puntos de vista de ambas sobre el papel del atletismo (Pound apoyaba el atletismo como un área para la competición, sobre la cual Lee tenía sus reservas reservas) amargaron su relación.
Louise Pound murió en un hospital de Lincoln el 28 de junio de 1958 tras sufrir una trombosis coronaria. La enterraron en el cementerio de Wyuka.

## Obra
Louise Pound fue una de las pioneras del estudio lingüístico del inglés americano. La mayoría de sus investigaciones y publicaciones fueron realizadas antes de la Segunda Guerra Mundial, una época en la que muchos estudiosos de la lingüística estaban interesados en investigar principalmenteinglés británico y colonial. Pound, sin embargo, buscaba examinar las tendencias lingüísticas en el inglés estadounidense de su época, sobre todo en la acuñación de palabras y la semántica, los orígenes históricos de las pronunciaciones estadounidenses y las influencias mutuas de la literatura, el folclore, la cultura y el idioma estadounidenses.
Gran parte de la beca de Pound se centró en la identificación de tendencias en el lenguaje y el habla estadounidenses. Pound creó un corpus de eufemismos estadounidenses en relación con la muerte, explorando la incomodidad estadounidense con la realidad de la morbilidad. Además, al investigar la etimología de los nombres comerciales y la acuñación de palabras, Pound comprobó que la terminología comercial estadounidense se había vuelto voluble e ilimitada. Tal cambio en las marcas fue, para Pound, una clara ruptura con el conservadurismo y la monotonía del lenguaje comercial del pasado y demostraba que los estadounidenses estaban reclamando su propio lugar con la inventiva del lenguaje. Pound también describió varios casos en los que el inglés estadounidense se desviaba de las normas estándar en la pluralización de palabras prestadas del latín y griego. Ejemplos de tales divergencias son el uso de palabras en plural latino como palabras singulares americanas tales como curricula, data, alumni y syllabi; la creación de dobles plurales como insignias y stimulis; y la creación de plurales con -s a partir de singulares latinos como antennas, vertebras y emporiums. Pound centró gran parte de su investigación lingüística en la etimología de las palabras de la jerga estadounidense (p. ej., darn "maldición"), así como en rastrear la evolución histórica de las idiosincrasias de la pronunciación estadounidense, como en la /n/ nasal secundaria en el inglés del medio oeste y de Nueva Inglaterra.
Además de la investigación lingüística del inglés estadounidense, Pound también fue una erudita de la literatura estadounidense temprana, sobre todo de Walt Whitman. No sorprende que Pound, que desafió las normas lingüísticas estadounidenses al estudiar el inglés estadounidense contemporáneo, escribiera prolíficamente sobre el uso poco ortodoxo del lenguaje de Whitman. Al escribir sobre las influencias de Whitman en su trabajo, Pound identifica influencias y matices no británicos específicos en la escritura de Whitman, como la música de ópera italiana; una predilección por las palabras y expresiones francesas que involucran sustantivos, jerga, palabras sociales y términos militares; y representaciones no convencionales de poesía clásica de pájaros que utiliza los pájaros como símbolos de miedo, pérdida y fatalidad en oposición a los pájaros alegres y estéticos convencionales retratados metafóricamente.
Pound, residente de toda la vida de Nebraska, usó el rico folclore y el dialecto de su región para guiar gran parte de su investigación. Fiel a la forma característica de su investigación, Pound busca hacer una crónica de las características que distinguen el folclore estadounidense del tradicional británico, así como calificar los rasgos que diferencian al folclore de Nebraska del de otras regiones de América. A través de entrevistas con un grupo demográfico diverso de residentes de Nebraska, Pound creó un corpus de la tradición de Nebraska sobre serpientes, cuevas y agua que llora. Cada conjunto de conocimientos recopilados por Pound se examina a través de lentes históricos, culturales y lingüísticos.
HL Mencken describía a Louise Pound como "poniendo las bases para el estudio del inglés americano". Los dos pasaron treinta años manteniendo correspondencia sobre sus intereses en la producción de investigaciones que destacaran las diferencias entre el inglés estadounidense y el inglés británico, un concepto que no era popular en ese momento. Uno de los estudios más notables de Pound fue su antología histórica sobre baladas que desafiaba las suposiciones escolásticas sobre las baladas como algo primitivo. Pound describía la naturaleza poética histórica de las baladas y afirmaba que son representaciones comunitarias de la cultura contemporánea que continúan evolucionando a perpetuidad en el suroeste de Estados Unidos y las culturas indígenas. A lo largo de su vida, Pound compuso muchas antologías sobre las influencias poéticas e históricas de las baladas estadounidenses.

## Membresías y reconocimientos profesionales
Pound fue miembro de varias sociedades profesionales. En 1905, Pound fue campeona de la Orden de la Máscara Negra, sociedad de honor de mujeres mayores, que se convirtió en un capítulo de Mortar Board National College Senior Honor Society en 1920. Pound se convirtió en miembro de Mortar Board ese año.
Fue presidenta de la American Folklore Society (1928).
Fue la primera mujer en ocupar el cargo de presidenta de la Modern Language Association (1954-1955), habiendo sido anteriormente su vicepresidenta (1916) y miembro del consejo ejecutivo (1925-1926).
Fue miembro del consejo (1915–19) y tesorera (1917) del Consejo Nacional de Profesores de Inglés.
Fue miembro fundadora de la Sociedad Lingüística de América (LSA) en 1925. También fue la primera mujer en publicar un artículo en la revista de la sociedad, Language (Pound 1927). Y fue la primera mujer elegida Vicepresidenta de la LSA, en 1939.
En 1925, junto a Kemp Malone y Arthur Garfield Kennedy, fundó la revista American Speech "para publicar información sobre el inglés en Estados Unidos de una forma atractiva para los lectores en general". American Speech se publica en nombre de la American Dialect Society. Pound fue la primera mujer presidenta de la sociedad entre 1938 y 1941.
Pound fue directora de Nebraska (1906-1908) y luego vicepresidenta nacional de la Asociación Estadounidense de Mujeres Universitarias desde la década de 1930 hasta 1944.
Se desarrolló una beca póstuma a partir de las propiedades de Roscoe y Olivia Pound a nombre de Louise Pound. La beca, administrada por la AAUW, otorga estipendios anuales a mujeres estudiantes internacionales.

## Atleta
Pound ingresó y ganó el Campeonato de tenis de la ciudad de Lincoln en 1890 y continuó su carrera de tenis compitiendo contra hombres por el título de la Universidad de Nebraska en 1891 y 1892; ganando los dos años. A los 18 años, Pound compitió y ganó el Campeonato de Tenis del Oeste Femenino en 1897. Pound no solo fue la primera y única mujer en la historia de la escuela en obtener una insignia universitaria masculina, sino que también fue calificada como la mejor jugadora del país mientras trabajaba en su doctorado en la Universidad de Heidelberg. Muy pocas veces las habilidades de tenis de Pound se quedaron cortas. Sin embargo, en el Ladies' Western Tennis Championship celebrado en Chicago, Illinois, fue derrotada jugando contra la tres veces campeona individual del US Open, Juliette Atkinson. Pound no solo jugaba al tenis, sino que también mostró interés en el golf y ganó el campeonato estatal de golf en 1916.
Pound era una atleta versátil que mostró interés en patinaje artístico, ganó una medalla de ciclismo de 100 millas en 1906, le presentó el esquí a Lincoln y fue capitana del equipo de baloncesto de su escuela. Jugó de centro en su primer partido de baloncesto femenino en 1898 y siguió involucrada en el baloncesto dirigiendo el equipo de baloncesto femenino de la universidad. Pound es también la única mujer en la historia en haber sido incluida en el Salón de la Fama del Deporte de la Universidad de Nebraska, en 1955.
Pound continuó su carrera en el tenis jugando dobles con Carrie Neely, a la edad de 43 años, y ganando los campeonatos de dobles del Oeste y del Centro Oeste de 1915. En 1926, a los 54 años, Pound ganó el campeonato de la ciudad de Lincoln, siendo la primera campeona de golf estatal femenina.

### Libros
- A List of Strong Verbs and Preterite Present Verbs in Anglo-Saxon (1898)
- The Comparison of Adjectives in English in the XV and the XVI Century (1901)
- The Periods of English literature. Outlines of the History of English Literature with Reading and Reference Lists (1910)
- Blends, Their Relation to English Word Formation (1914)
- Folk-song of Nebraska and The Central West : A Syllabus (1915)
- Poetic Origins and the Ballad (1921)
- American Ballads and Songs (1923)
- Ideas and Models (1935)
- Nebraska Cave Lore (1948)
- Selected Writings of Louise Pound (1949)
- The American Dialect Society: A Historical Sketch (1952)
- Nebraska Folklore (1959)

### Artículos
- "The Southwestern Cowboy Songs and the English and Scottish Popular Ballads" (1913)
- "Traditional Ballads in Nebraska" (1913)
- "British and American Pronunciation: Retrospect and Prospect" (1915)
- "New-world Analogues of the English and Scottish Popular Ballads" (1916)
- "Word-coinage and Modern Trade-names" (1917)
- "The Pluralization of Latin Loan-Words in Present-Day American Speech" (1919)
- "King Cnut's Song and Ballad Origins" (1919)
- "The 'Uniformity' of the Ballad Style" (1920)
- "The English Ballads and the Church" (1920)
- "Walt Whitman and the classics" (1925)
- "Walt Whitman Neologisms" (1925)
- "The etymology of an English expletive" (Language 3 [1927]: 96-99)
- "A Recent Theory of Ballad-Making" (1929)
- "The Etymology of Stir 'prison' Again" (1931)
- "American Euphemisms for Dying, Death, and Burial: An Anthology" (1936)
- "Literary Anthologies and the Ballad" (1942)
- "The Legend of the Lincoln Salt Basin" (1951)
- "Yet another Joe Bowers" (1957)

## Otras lecturas
- Cochran, Robert B. "Libra, Louise". Biografía Nacional Americana . 17:759-760. 1999. https://doi.org/10.1093/anb/9780198606697.article.0900606
- Haller, Evelyn. en Mujeres americanas notables: el período moderno, ed. Barbara Sicherman y Carol Hurd Green (1980), págs. 557–59.
- Haller, Evelyn. en Guía de recursos para seis autores de Nebraska, ed. David McCleery (1992), págs. 40–47.
- Krohn, María. Louise Pound: la iconoclasta del siglo XIX que cambió para siempre la visión de Estados Unidos sobre las mujeres, el mundo académico y los deportes, Clearfield, Utah: American Legacy Historical Press, 2008.
- Turner, Elizabeth A. "Perfil heredado: Louise Pound", Legacy 9 (1992): 59–64.
- Nebraska State Historical Society

- Datos: Q15503228